# Sandra van Nieuwland

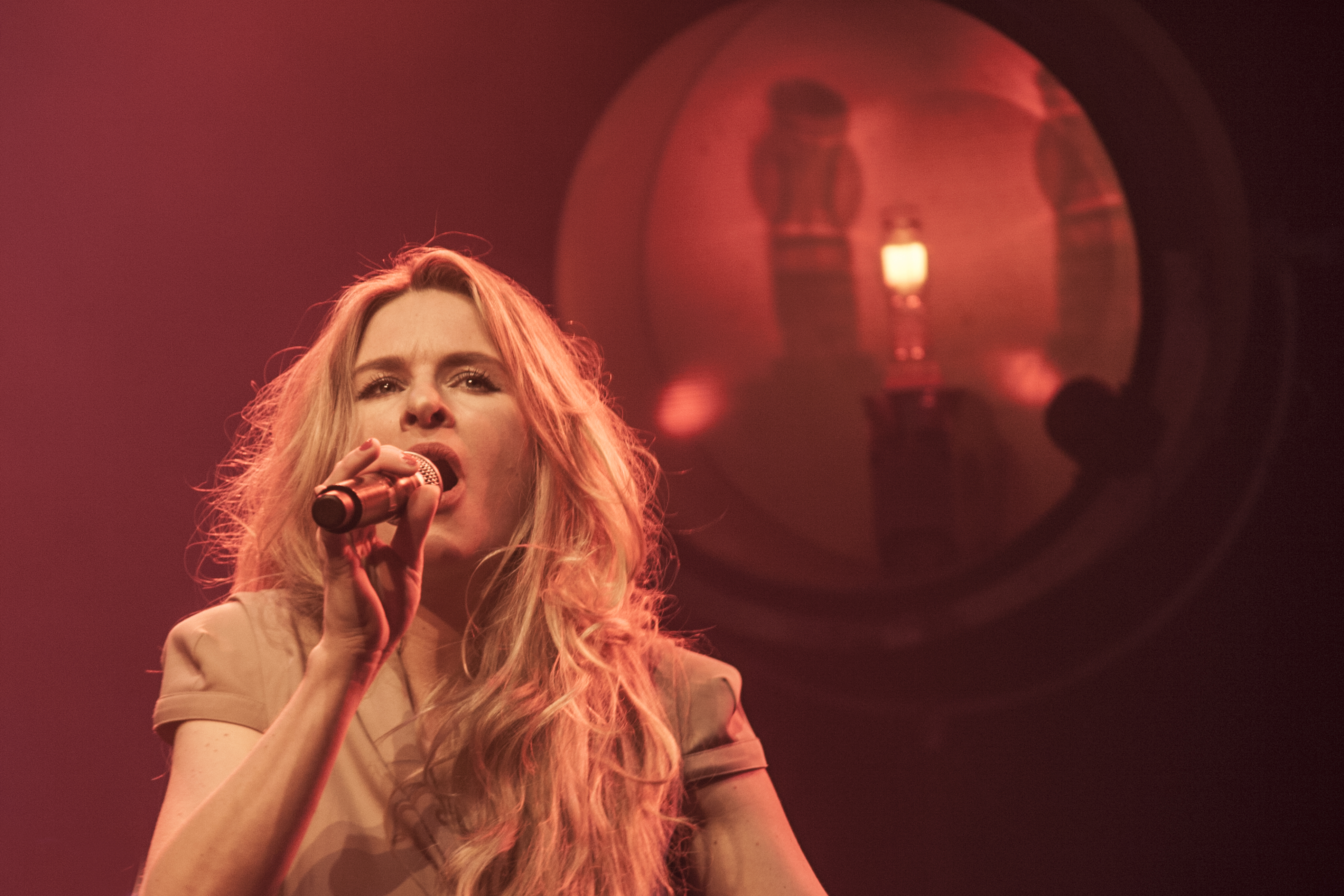
Sandra van Nieuwland

Sandra van Nieuwland (* 16. Februar 1977 in Delft) ist eine niederländische Popsängerin. 2012 nahm sie an der dritten Staffel von The Voice of Holland teil.

## Leben

### The Voice of Holland
Im Sommer 2012 bewarb sich Van Nieuwland an der niederländischen Version von The Voice. Bei den Blind Auditions wurde sie von allen vier Coaches gewählt und entschied sich für die Gruppe von Trijntje Oosterhuis. Als einzige Teilnehmerin brachte sie ihren Beitrag, das Usher-Lied More, anschließend auch in die niederländischen Charts. In den Nederlandse Top 40 stieg sie auf Platz 13 ein und kletterte noch bis Platz 3, in den Top 100 stieg sie sofort auf Platz 1 ein. Während der ersten Live-Show bekam sie eine Platin-Auszeichnung überreicht, was bis dahin noch niemand zuvor bei einer Castingshow erreicht hatte. Am 23. November schrieb Van Nieuwland erneut Top-100-Chartgeschichte, als ihre Single More Platz 2 erreichte und ihre neue Single Keep Your Head Up auf Platz 1 debütierte. Eine Woche später übertraf sie ihren Rekord nochmals, als auch ihr Song Beggin’ auf Platz 1 debütierte, Keep Your Head Up auf Platz 2 und More auf Platz 3 stand. Sie ist bis dato die erste und einzige Künstlerin, die in den Niederlanden gleichzeitig die ersten drei Plätze der Top 100 belegte. Im Dezember 2012 war Van Nieuwland gleichzeitig mit vier Titeln in den Top 10 vertreten. Alle fünf Soloshowbeiträge kamen in den Top 100 auf Platz 1, nur das Battle-Duett Broken Strings kam nicht in die Charts. In den Top 40 war sie mit Keep Your Head Up zwei Wochen auf Platz 1 und hatte dabei für eine Woche drei Titel unter den Top 10, was zuvor nur die Beatles und Bruce Springsteen geschafft hatten. Im Januar 2013 war sie zwei Wochen lang mit allen fünf Songs in den Top 40 vertreten.
Im Halbfinale von The Voice of Holland am 7. Dezember musste sie gegen die letzte verbliebene Konkurrentin aus ihrer Gruppe Leona Philippo antreten. Sandra van Nieuwland schied durch Zuschauervotum aus und Philippo gewann später den Wettbewerb. Philippos Siegerlied Could You Be Loved war das einzige Lied aus der Show, das sich außer den Nieuwland-Liedern in den Top 40 platzieren konnte.
Noch im Jahr 2012 erschien das Album And More mit den fünf Showhits und sechs weiteren Aufnahmen. Das Album stieg zum Jahresende auf Platz 1 ein und hielt sich dort fünf Wochen.

### Privatleben
Van Nieuwland ist geschieden und Mutter von drei Söhnen.

## Diskografie
Album
- And More (2012)
- Banging on the Doors of Love (2013)
- Breaking New Ground (2015)
- Human Alien (2018)

Lieder
- More (2012, ursprünglich von Usher)
- Keep Your Head Up (2012, von Ben Howard)
- Beggin’ (2012, von den Four Seasons / Madcon)
- New Age (2012, von Marlon Roudette)
- Venus (2012, von Shocking Blue / Bananarama)
- Hunter (2013)
- Always Alone (2013)